# Alværn
Alværn là một làng nằm ở Na Uy.